# جيمس بومان (جراح)
جيمس بومان(بالإنجليزية: James Bowman)‏ (مواليد عام 1784 كارلايل ; 23 أغسطس 1846)؛ هو جراح وسياسي أسترالي. 